# TM Tidens Mand
Tidens Mand eller TM Tidens Mand er et dansk mandeblad udgivet månedligt siden 1999, formelt set af forlaget Tidens Mand, som dog i praksis er identisk med Forlaget Rapport. 
Oprindeligt hed bladet blot Tidens Mand, men ændrede fra og med nr. 2, 2002, navn til TM Tidens Mand.